# Canoa/kayak ai Giochi della XVI Olimpiade - C2 10000 metri maschile
La competizione del C2 10000 metri di Canoa/kayak ai Giochi della XVI Olimpiade si è disputata il giorno 30 novembre 1956 al bacino del lago Wendouree a Ballarat.

## Finale
| Pos.    | Nazione          | Atleti                           | Tempo   |
| ------- | ---------------- | -------------------------------- | ------- |
| Oro     | Unione Sovietica | Pavel Charin Gracian Botev       | 54'02"4 |
| Argento | Francia          | Georges Dransart Marcel Renaud   | 54'48"3 |
| Bronzo  | Ungheria         | Imre Farkas József Hunics        | 55'15"6 |
| 4       | Germania         | Egon Drews Wilfried Soltau       | 55'21"1 |
| 5       | Romania          | Alexe Dumitru Simion Ismailciuc  | 55'51"1 |
| 6       | Danimarca        | Aksel Duun Finn Haunstoft        | 55'54"3 |
| 7       | Australia        | William Jones Tom Ohman          | 56'18"6 |
| 8       | Austria          | Otto Schindler Walter Waldner    | 56'48"7 |
| 9       | Canada           | William Stevenson Thomas Hodgson | 56'50"2 |
| 10      | Stati Uniti      | John Haas Frank Krick            | 58'30"0 |